# Wraith (Yuri Watanabe)
Wraith (Yuriko "Yuri" Watanabe), (渡辺百合子), (Español: El Fantasma) es una personaje mitad japonesa que aparece en los cómics estadounidenses publicados por Marvel Comics.

## Historial de publicaciones
Yuri Watanabe aparece por primera vez en The Amazing Spider-Man # 600, y fue creado por Dan Slott y John Romita Jr.
Su personaje Wraith aparece en The Amazing Spider-Man # 663.

## Biografía ficticia
Yuri Watanabe era una capitana en el Departamento de Policía de Nueva York (NYPD) y una aliada de Spider-Man como su amiga y mentora Jean DeWolff. Sin embargo, se mostró frustrada por la forma en que el sistema judicial y la policía no pudieron lidiar con criminales poderosos y ricos que siempre podían encontrar una manera de escapar de la justicia por sus crímenes.
Poco tiempo después, un nuevo vigilante, el Wraith, comienza a atacar al sindicato criminal de Señor Negativo. Durante uno de esos ataques, el Wraith se desenmascara para revelar el rostro de DeWolff, aunque más tarde se revela que es una de las máscaras del Camaleón robadas de las pruebas policiales. Más tarde se revela que Wraith es realmente Yuri que finge ser el fantasma de DeWolff para asustar a los criminales de Nueva York, usando un disfraz que imita a Spider-Man para lograr los resultados que buscaba.
Wraith acompaña a la experta forense Carlie Cooper en una visita a Grand Tauró, donde persiguen al financiero del hampa Antoine Morant, en busca de información sobre la cuenta bancaria secreta del Superior Spider-Man (la mente de Otto Octavius en el cuerpo de Spider-Man). Carlie y Wraith alcanzan a Morant destrozando algunos documentos por miedo. Carlie recupera uno de los documentos y descubre que todo el equipo y la tecnología de Superior Spider-Man para los Arach-nauts, así como el pedido de Spiderlings, se están pagando por usar la cuenta secreta, lo que pone a Carlie un paso más cerca de encontrar el evidencia necesaria para probar la verdadera identidad del nuevo Spider-Man.
Después de que Carlie es secuestrada por el Rey Duende original, Yuri investiga a Otto con la esperanza de encontrar el paradero de Carlie. Ella se enfrenta a Otto durante el ataque de la Nación Duende para obtener información sobre Carlie, pero es noqueada por Carlie transformada. Luego ayuda a los Vengadores y a su aliado Cardiaco contra el Caballero Duende con la ayuda de Peter Parker, quien finalmente recupera su lugar como Spider-Man de manos de Otto.
En la historia de "Spiral", la fe de Yuri en el sistema judicial se hace añicos de forma permanente cuando el jefe del crimen Tombstone es liberado de la prisión después de disparar contra uno de sus amigos durante un tiroteo con la policía. Ella recibe evidencia fotográfica de Señor Negativo de que el juez Howell, quien firmó la liberación de Tombstone, recibió un favor a cambio y arresta al juez sin contactar a la policía de Nueva York después de obtener más pruebas como Wraith con Spider-Man. Ella continúa recibiendo consejos de Mister Negative sobre dónde se encuentran los grandes señores del crimen como Hammerhead y el segundo Rey Duende para que ella y Spider-Man puedan acabar con ellos.
Spider-Man se da cuenta de que está siendo más brutal en su enfoque y cree que Señor Negativo la está usando. Esto se demuestra más tarde cuando Señor Negativo comienza a apoderarse de los territorios de sus rivales encarcelados e intenta enmarcar al Wraith como una asesina. Cuando Howell muere en prisión por una puñalada, el superior de Yuri confisca su placa y es expulsada de la fuerza. Después de una pelea con el Circo del Crimen, se da cuenta de que ha estado jugando en las manos de Señor Negativo y mata a uno de sus hombres, declarando que "Watanabe la policía" ya no existe y que solo queda Wraith. Cuando intenta matar al Señor Negativo, Spider-Man intenta convencerla de que cambie su forma de ser. Ella decide que matar criminales en lugar de arrestarlos es más satisfactorio y ataca a su antiguo aliado, pero Spider-Man la deja inconsciente y continúa para derrotar al mismísimo Señor Negativo. Más tarde, Spider-Man descubre que Yuri abandonó su disfraz, pero mantuvo su máscara Wraith.

## Poderes y habilidades
Wraith utilizó principalmente tecnología obtenida por la policía de varios villanos de Spider-Man, incluida una máscara del rostro de Jean DeWolff de Camaleón para ocultar su verdadera identidad, equipo diseñado por Mysterio y Gas de Miedo del Señor Miedo. Sus armas principales son correas elásticas amarillas unidas a su disfraz que envuelven a sus enemigos y le permiten moverse por la ciudad de manera similar a Spider-Man.

## En otros medios

### Televisión
Yuri Watanabe aparece en la serie animada de Spider-Man de 2017, con la voz de Sumalee Montano. Esta versión es la Jefa de Policía de NYPD en lugar de una Capitana como su contraparte de cómics. Apareciendo por primera vez en el episodio "Bring on the Bad Guys" Pt. 4, ella participa en una discusión televisada con J. Jonah Jameson. Sin embargo, cuando Spider-Man se encuentra con la Jefa Watanabe, descubre que era el Camaleón que se hacía pasar por ella. El lanzaredes la persigue en el Daily Bugle, donde llega la verdadera Jefa Watanabe y ayuda a Spider-Man a exponer al Camaleón antes de detener al villano. Después de esto, la Jefa Watanabe hace reapariciones menores ayudando a Spider-Man a frustrar los crímenes.

### Videojuegos
- Wraith aparece como un personaje jugable en Spider-Man Unlimited.
- Yuri Watanabe aparece como un personaje secundario en Spider-Man,[10] con la voz de Tara Platt. Esta versión es una Capitana de la policía de Nueva York y aliado de Spider-Man desde hace mucho tiempo, quien lo ayuda a frustrar varios crímenes en Nueva York. En el segundo capítulo de The City that Never Sleeps DLC Turf Wars, ella se ve comprometida emocionalmente cuando los intentos de su departamento de capturar a Hammerhead, que resulta en la muerte de muchos de sus oficiales. Tomando el asunto en sus propias manos después de sentirse frustrada por la falta de progreso de Spider-Man, emprende una violenta búsqueda de venganza contra el señor del crimen. Mientras intenta detenerla, Spider-Man descubre que Yuri es una oficial de policía de tercera generación cuyo padre fue arrestado por aceptar sobornos de Hammerhead y que Yuri ha dedicado toda su carrera a derribar al jefe del crimen, yendo de distrito en distrito a medida que su celo se volvía demasiado. Una vez que alcanza a Hammerhead, casi le dispara y lo mata antes de que Spider-Man redirija su disparo. Con licencia administrativa por sus acciones, se niega a renunciar a su venganza y se esconde. Ella mata a uno de los principales ejecutores de Hammerhead y usa escenas del crimen conectadas a él para llevar a Spider-Man al cuerpo del ejecutor.[11]